# Резников, Виктор Александрович
Виктор Александрович Резников (7 ноября 1937, с. Базилево, ныне — Кропивницкого района Кировоградской области Украины) — советский и украинский художник-график, иллюстратор. Член Союза художников СССР и Союза художников Украины.

## Биография
В 1958 году с отличием окончил Одесское государственное театральное художественное училище. Ученик В. В. Моравца.
Продолжил учёбу в педагогическом институте имени К. Д. Ушинского под руководством В. В. Филипенко.
Участник областных, республиканских, всесоюзных и зарубежных (Франция, Италия, Югославия, Польша, Япония) художественных выставок.

## Основные произведения
- «Слава воину-освободителю»,
- «Мы отстояли весну»,
- офорты к поэме Н. В. Гоголя «Мёртвые души»,
- акварели серии «Веселовский напевы» и «Живописная Украина»,
- серия портретов «Мои земляки-бобринчаны».